# Anișoara Sorohan

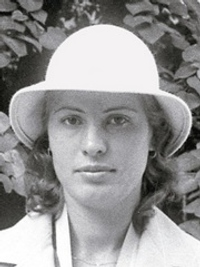
Anișoara Sorohan in den 1980er-Jahren

Anișoara Sorohan, nach Heirat Anișoara Minea, (* 9. Februar 1963 in Târgu Frumos) ist eine ehemalige rumänische Ruderin.
Die 1,77 m große Sorohan gewann 1981 bei den Junioren-Weltmeisterschaften den Titel im Doppelzweier zusammen mit Camelia Diaconescu. Zwei Jahre später ruderten beide bei den Weltmeisterschaften 1983 mit dem rumänischen Achter auf den fünften Platz. 1984 wechselten Anișoara Sorohan und Ioana Badea aus dem Achter in den Doppelvierer. Zusammen mit Maricica Țăran, Sofia Corban und Steuerfrau Ecaterina Oancia gewannen sie bei den Olympischen Spielen 1984 das Finale mit einer Sekunde Vorsprung vor dem Boot aus dem Gastgeberland.
Ab 1985 gab es im Doppelvierer keine Steuerfrau mehr, die Rumäninnen Anișoara Bălan, Veronica Cochela, Anișoara Sorohan und Maricica Țăran gewannen bei den Weltmeisterschaften 1985 die Bronzemedaille hinter den Booten aus der DDR und aus der Sowjetunion, die bei den Olympischen Spielen 1984 wegen des Olympiaboykotts nicht am Start waren. 1986 in Nottingham siegte erneut der Doppelvierer aus der DDR, dahinter gewannen Anișoara Bălan, Doina Ciucanu-Robu, Anișoara Sorohan, Maricica Țăran die Silbermedaille vor dem Boot aus den Niederlanden. 1987 belegten Bălan, Cochela, Ciucanu-Robu und Sorohan den vierten Platz. Bei den Olympischen Spielen 1988 trat Anișoara Sorohan unter ihrem Ehenamen Anișoara Minea an. In der Besetzung Anișoara Bălan, Anișoara Minea, Veronica Cogeanu-Cochela und Elisabeta Lipă gewann der rumänische Doppelvierer die Bronzemedaille hinter den Booten aus der DDR und aus der Sowjetunion.